# Pony di Esperia
Il Pony di Esperia è una razza di pony originaria dei Monti Aurunci ed Ausoni vicino ad Esperia nella provincia di Frosinone, nel Lazio. È una delle quindici razze a diffusione limitata riconosciute dall'Associazione Italiana Allevatori.
Il Pony di Esperia viene allevato allo stato brado, senza mai venire ricoverato in stalla, ed è quindi un pony molto rustico e frugale e resistente alle avversità. L'altezza minima al garrese è di 138 cm nei maschi e di 132 cm nelle femmine, mentre la circonferenza dello stinco è di 19 cm nei maschi e di 18 cm nelle femmine.
Di fatto l'Esperia ha la morfologia di un piccolo cavallo ed assomiglia al Deutsche Reitpony, per cui risulta molto adatto all'impiego sportivo in concorsi equestri.